# U.S. Route 171
La U.S. Route 171 (US 171) est une US Route auxiliaire de la US 71 se trouvant uniquement en Louisiane. Elle parcourt 177,44 miles (285,56 km) de la jonction avec la US 90 et la LA 14 à Lake Charles jusqu'à la jonction entre la US 79 / US 80 et la LA 3094 à Shreveport.

## Description du tracé
La US 171 débute à l'intersection avec la US 90 et la LA 14 à Lake Charles. Elle se dirige vers le nord et passe par Moss Bluff, Ragley, DeRidder et Leesville où elle adopte une orientation vers le nord-ouest. Elle passe ensuite par Anacoco, Florien, Many, Zwolle, Mansfield, Stonewall et Shreveport. Elle prend fin dans la partie sud-ouest de la ville alors qu'elle rencontre la US 79 / US 80 et la LA 3094.

## Intersections majeures
Louisiane
 US 90 / LA 14 à Lake Charles
 I-10 à Lake Charles
 US 190 à Ragley. Les routes forment un multiplex jusqu'à DeRidder.
 US 84 à Mansfield
 I-20 à Shreveport
 US 79 / US 80 / LA 3094 à Shreveport